# Носиф, Марк
Марк Носиф (англ. Mark Nauseef; род. 11 июня 1953, Кортленд, Нью-Йорк, США) — американский барабанщик и перкуссионист, автор песен, сотрудничавший со многими известными исполнителями со всего мира.

## Биография
В 1972 году Носиф как гастрольный участник играл в The Velvet Underground во время турне по Великобритании. В декабре 1974 года присоединился к группе Ронни Джеймса Дио Elf, с которой записал альбом, после чего была расформирована. Вместе с бывшим клавишном группы Elf Микки Ли Соулом, Носиф стал участником джаз-фьюжн-группы экс-вокалиста Deep Purple Иэна Гиллана, которая называлась Ian Gillan Band. Гиллан распустил группу в 1978 году. В том же году Носиф подменил барабанщика Thin Lizzy Брайана Дауни во время двух международных туров группы, а затем стал участником группы Гари Мура G-Force, которая выпустила один альбом и вскоре распалась.
В 1980-х годах, Nauseef переключился с рок-музыки на широкий диапазон стилей, в том числе яванский и балийский гамелан, а также музыку Индии и Ганы. Он выпустил несколько сольных альбомов и работал со многими другими музыкантами во многих различных проектах. Носиф выступал или записывался с такими артистами, как Иоахим Кюн, Джек Брюс, Билл Ласвэлл, Раби Абу-Халиль, Трилок Гурту, Стив Своллоу, Лакшминараянан Шанкар, Хамза Эль Дин, Velvet Underground, Жоэль Леандр, Икуэ Мори, Маркус Штокхаузен, Kyai Kunbul, Энди Саммерс, Тони Оксли, Томаш Станько, Кенни Уилер, «Sound and Fury» Эдварда Весалы, Тельма Хьюстон, Дэвид Торн, Ladzekpo Brothers, Чарли Мариано, The Gamelan Orchestra of Saba, Kudsi Erguner, Филипп Лайнотт, Джордж Льюис, Эван Паркер и Лу Харрисон. На протяжении долгого времени Носиф сотрудничал с Уолтером Квинтусом.
Носиф также работал музыкальным продюсером. В дополнение к его собственным записям, он продюсировал множество музыки различных жанров, включая современные экспериментальные формы и традиционные формы.

## Дискография
The Velvet Underground
- 2001 — Disc 3 of Final V.U. 1971—1973

Elf
- 1975 — Trying to Burn the Sun

Ian Gillan Band
- 1976 — Child in Time
- 1977 — Clear Air Turbulence
- 1977 — Scarabus
- 1978 — Live at the Budokan

Thin Lizzy
- 1978 — Boys Are Back in Town: Live in Australia

Gary Moore’s G-Force
- 1979 — G-Force

Фил Лайнот
- 1980 — Solo in Soho (with Gary Moore, Mark Knopfler и другими)
- 1982 — The Philip Lynott Album (с Mark Knopfler, Mel Collins, Pierre Moerlen, Gary Moore и другими)

Jack Bruce
- 1989 — A Question Of Time with Allan Holdsworth, Tony Williams, Ginger Baker, Albert Collins, Nicky Hopkins, Zakir Hussain
- 1993 — Somethin Els with Dave Liebman, Eric Clapton, Trilok Gurtu, Clem Clempson
- 1996 — The Jack Bruce Collector’s Edition with Gary Moore, Ginger Baker, Eric Clapton
- 2008 — Can You Follow?, Jack Bruce with John McLaughlin, Tony Williams, Frank Zappa, Cream, John Mayall, Chris Spedding

Сольные работы и другое
- 1976 — Sarabande Jon Lord, with Andy Summers, (CD 1999)
- 1981 — Nightline New York, Joachim Kühn with Michael Brecker, Billy Hart, Bob Mintzer, Eddie Gomez
- 1982 — Personal Note, with Joachim Kühn, Trilok Gurtu, Jan Akkerman, Detlev Beier
- 1983 — Sura, с Иоахимом Кюном, Маркусом Штокхаузеном, Трилоком Гурту и Дэвидом Торном
- 1985 — Wun Wun, with Jack Bruce and Trilok Gurtu
- 1986 — Dark
- 1989 — Dark: Tamna Voda, with L. Shankar and David Torn
- 1993 — Let’s Be Generous,
- 1989 — Bracha, with Miroslav Tadić, David Philipson and John Bergamo
- 1991 — Let’s Be Generous, with Miroslav Tadić, Joachim Kühn, and Tony Newton,
- 1992 — Keys To Talk By, with Dušan Bogdanović and Miroslav Tadić
- 1994 — The Snake Music, Miroslav Tadić, Jack Bruce, Markus Stockhausen, David Torn, Wolfgang Puschnig and Walter Quintus
- 1984 — The Sultan’s Picnic Rabih Abou-Khalil with Steve Swallow, Kenny Wheeler, Charlie Mariano, Milton Cardona, Nabil Khaiat, Howard Levy, Michel Godard
- 1996 — Old Country, with Miroslav Tadić and Howard Levy
- 1997 — Still Light, with Miroslav Tadić and Markus Stockhausen
- 1997 — Loose Wires, with Miroslav Tadić and Michel Godard
- 1996 — Odd Times, Rabih Abou-Khalil with Howard Levy, Nabil Khaiat, Michel Godard
- OCRE with Sylvie Courvoisier, Pierre Charial, Michel Godard and Tony Overwater
- 1997 — Birds Of A Feather with Sylvie Courvoisier,
- 1999 — Ottomania, with Kudsi Erguner,
- 2000 — With Space in Mind (Solo)
- 2000 — Venus Square Mars, with David Philipson and Hamza El Din
- 2001 — Islam Blues Kudsi Erguner with Nguyen Le and Renaud Garcia-Fons
- 2002 — Gazing Point, with Kudsi Erguner and Markus Stockhausen
- 2004 — Evident, with Joëlle Léandre
- 2005 — Snakish, with Wadada Leo Smith, Miroslav Tadić, Walter Quintus, Katya Quintus,
- 2006 — Albert, with Ikue Mori, Walter Quintus and Sylvie Courvoisier
- 2008 — Can You Follow?, Jack Bruce with John McLaughlin, Tony Williams, Frank Zappa, Cream, John Mayall, a.o.
- 2008 — No Matter, with Bill Laswell, Markus Stockhausen and Kudsi Erguner